# Rogatnica Picasso

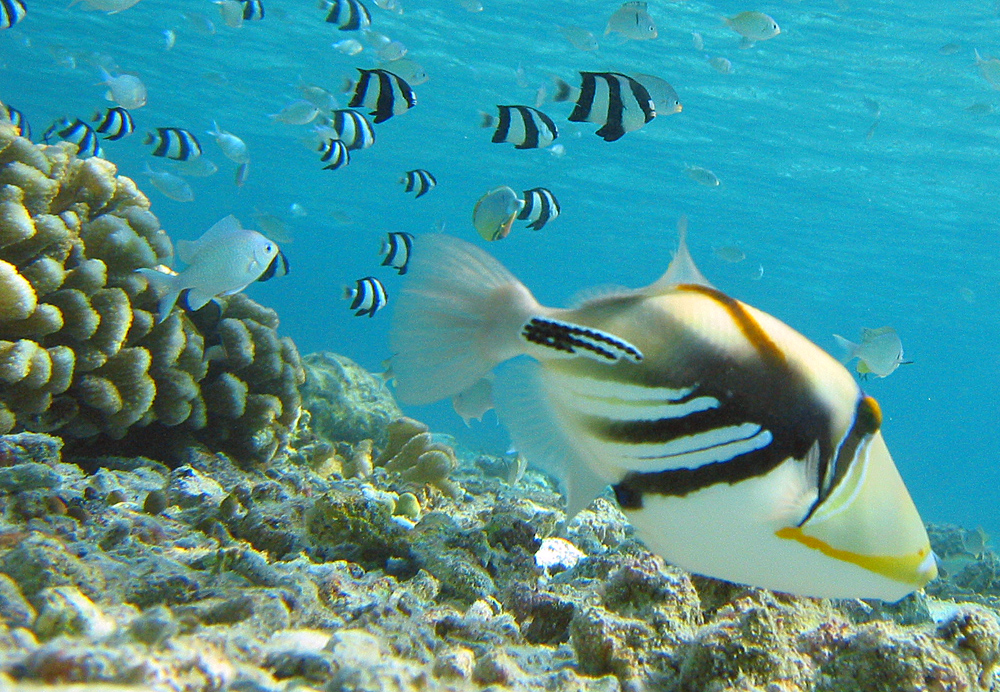
Wyraźnie widoczne 3 rzędy kolców na trzonie ogonowym

Rogatnica Picasso, nosiec, rożec smużkowy, rożek smużkowy (Rhinecanthus aculeatus) – gatunek morskiej ryby rozdymkokształtnej z rodziny rogatnicowatych (Balistidae).

## Występowanie
Wschodni Ocean Atlantycki wzdłuż wybrzeży Afryki – od Senegalu po Afrykę Południową – oraz Ocean Indyjski i zachodnia część Oceanu Spokojnego – od Morza Czerwonego, Afryki Wschodniej i Południowej przez Seszele, Madagaskar i Maskareny, na wschód po wyspy Pitcairn w Polinezji i na północ po południową Japonię i wyspy Ogasawara, a na południe po Lord Howe na Morzu Tasmana, oraz po Nową Kaledonię.
Przebywa na rafach lub w ich pobliżu, a także w osłoniętych lagunach. Spotykana na głębokości do 50 m. Przebywa w pobliżu dna lub w wodach pelagialnych.

## Cechy morfologiczne
Rogatnica Picasso tworzy odmiany lokalne różniące się wyglądem. 

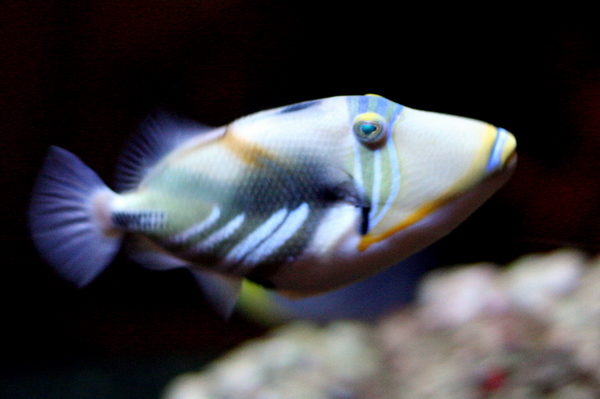
Rogatnica Picasso

Ciało o zmiennym i dość różnorodnym ubarwieniu, ale zwykle z jednakowym układem smug i plam, przypominającym szkice Pabla Picassa – stąd zwyczajowe epitety gatunkowe „smużkowy” i „Picasso”. Oczy są znacznie oddalone od otworu gębowego, co może mieć związek ze sposobem pobierania pokarmu – rogatnica miażdży skorupy mięczaków.
W pierwszej płetwie grzbietowej znajdują się 3 kolce o zróżnicowanej długości – trzeci, najmniejszy, jest odsunięty ku tyłowi. Druga płetwa grzbietowa jest wsparta na 23–26 miękkich promieniach. Płetwa odbytowa rozpostarta jest na 21–23 promieniach miękkich, bez kolców. Na każdym z boków trzona ogonowego rozmieszczone są 2 lub 3 rzędy drobnych, ostrych kolców, przy czym dolny ich rząd jest krótszy.
Rożek smużkowy osiąga przeciętnie 15 cm długości, maksymalnie do 30 cm.

## Biologia i ekologia
Gatunek terytorialny. Jego głównym pokarmem są małże, ale zjada też wiele innych organizmów, w tym ryby i koralowce. Ryba jajorodna. Odpoczywa i śpi leżąc na dnie nieruchomo, na boku ciała. Zaalarmowana wydaje głośne, turkoczące dźwięki.

## Znaczenie dla człowieka
Gatunek poławiany na niewielką skalę. Większe znaczenie ma jako ryba akwariowa. Starsze osobniki stają się w akwarium agresywne wobec innych współmieszkańców.
Rogatnice Picasso wykorzystano w badaniach widzenia barwnego u ryb.
Stwierdzono, że są trichromatyczne.

## Filatelistyka
Poczta Polska wyemitowała 1 kwietnia 1967 r. znaczek pocztowy przedstawiający Rhinecanthus aculeatus o nominale 1,50 zł, w serii Ryby egzotyczne. Autorem projektu znaczka był Jerzy Desselberger. Znaczek pozostawał w obiegu do 31 grudnia 1994 r..